# Radar de abertura sintética

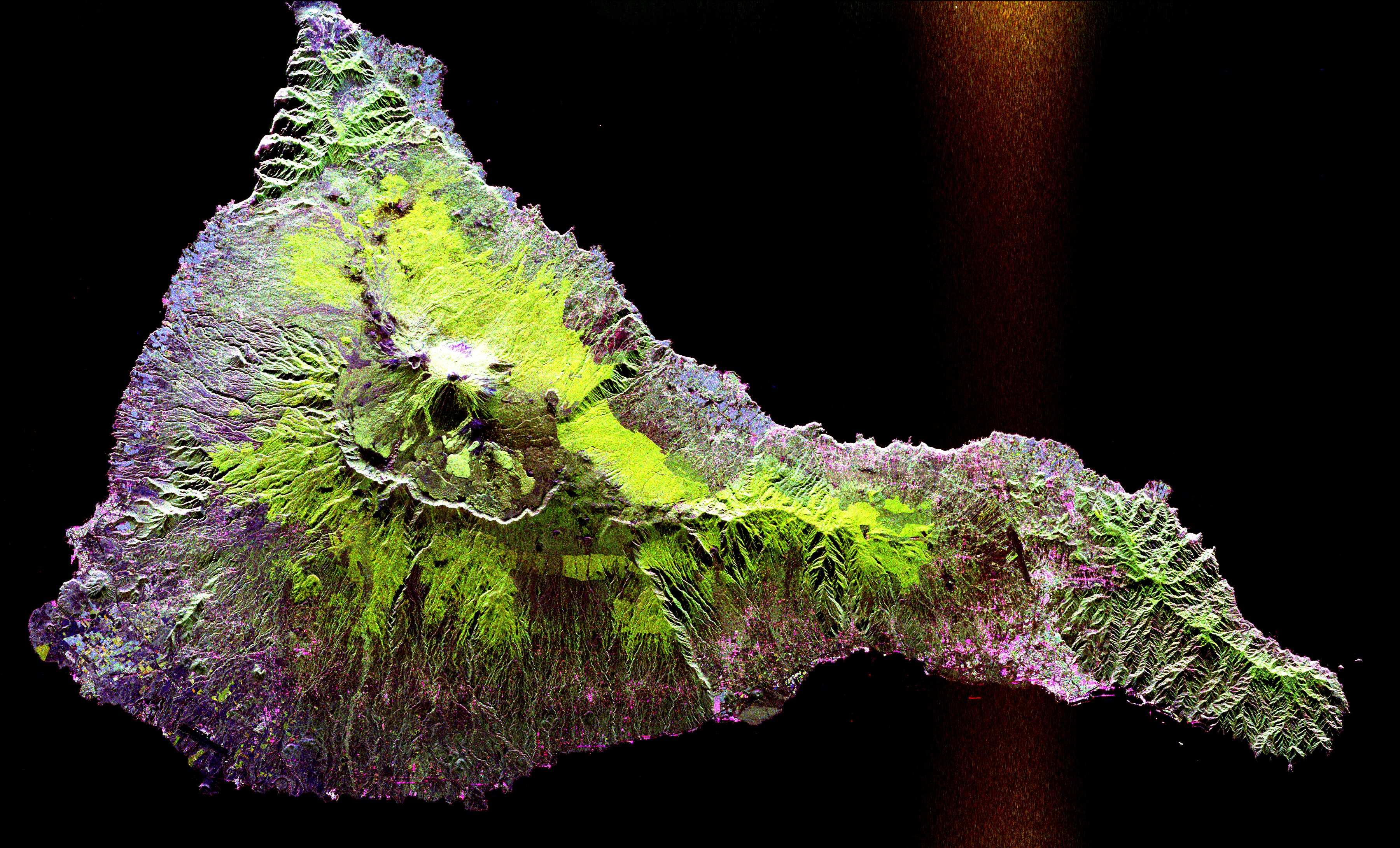
Imagem obtida com o SAR.

Radar de abertura sintética (em inglês:  Synthetic Aperture Radar - SAR) é uma forma de radar, que é usada para criar imagens de um objeto, como uma paisagem. O SAR fornece uma resolução espacial mais fina do que é possível com radares de feixe de varredura convencionais. O SAR normalmente é montado sobre uma plataforma em movimento como uma aeronave ou espaçonave e originou-se como uma forma avançada de radar aerotransportado de visão lateral (SLAR). A distância que o dispositivo se desloca ao longo de um alvo cria uma grande abertura "sintética" da antena (o "tamanho" da antena). Como regra geral pode-se supor que quanto maior a abertura, maior a resolução da imagem torna-se, independentemente de abertura física ou sintética - isto permite ao SAR criar imagens de alta resolução com relativamente pequenas antenas físicas. 
Para criar uma imagem SAR, pulsos sucessivos de ondas de rádio são transmitidos para "iluminar" a cena alvo e o eco de cada pulso é recebido e gravado. Os pulsos são transmitidos e os ecos recebidos através de uma única antena de formação de feixes, com comprimentos de ondas usados em qualquer lugar de um metro até milímetros. Como o dispositivo SAR fica a bordo da aeronave ou nave espacial, a localização da antena em relação ao alvo muda ao longo do tempo. O processamento de sinais de radar a ecos gravados permite que ele, em seguida, possa combinar as gravações dos vários locais de antenas. Isto constitui a abertura da antena de síntese e permite que a criação de imagem com resolução mais fina do que a que seria possível com uma abertura da antena física.

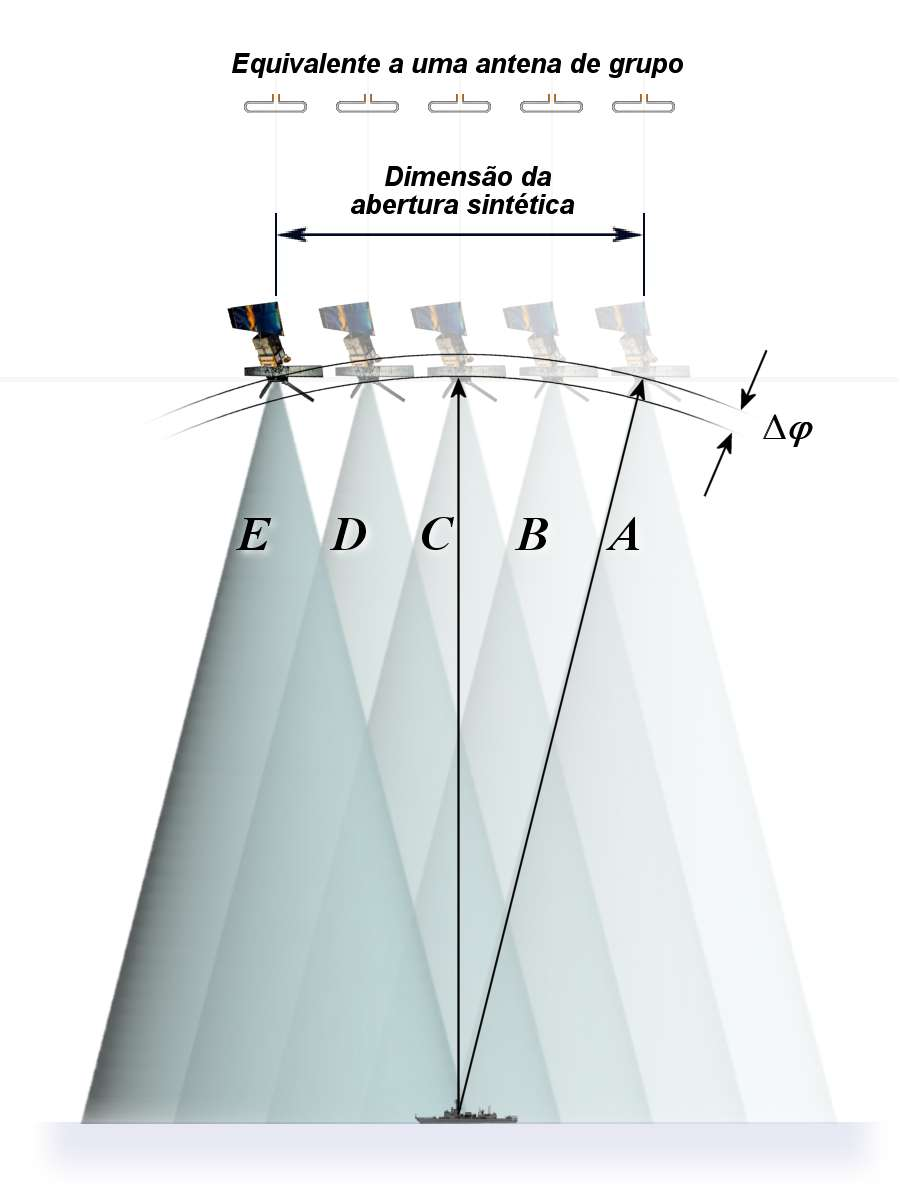
Princípio do radar de abertura sintética.